# Асташово (усадьба)
Терем Асташово — усадьба крестьянина Мартьяна Сазонова в Костромской области. Главный дом усадьбы широко известен в Интернете в качестве «Лесного терема».

## История дома до революции
Мартьян Сазонов (1840/2—1914) был одним из отходников, то есть крестьян, уезжавших из дома на заработки, иногда — в далёкие города. Большинство чухломских отходников были строителями, но Сазонов специализировался в столярном деле, выучившись ему у знакомого мастера в Санкт-Петербурге.

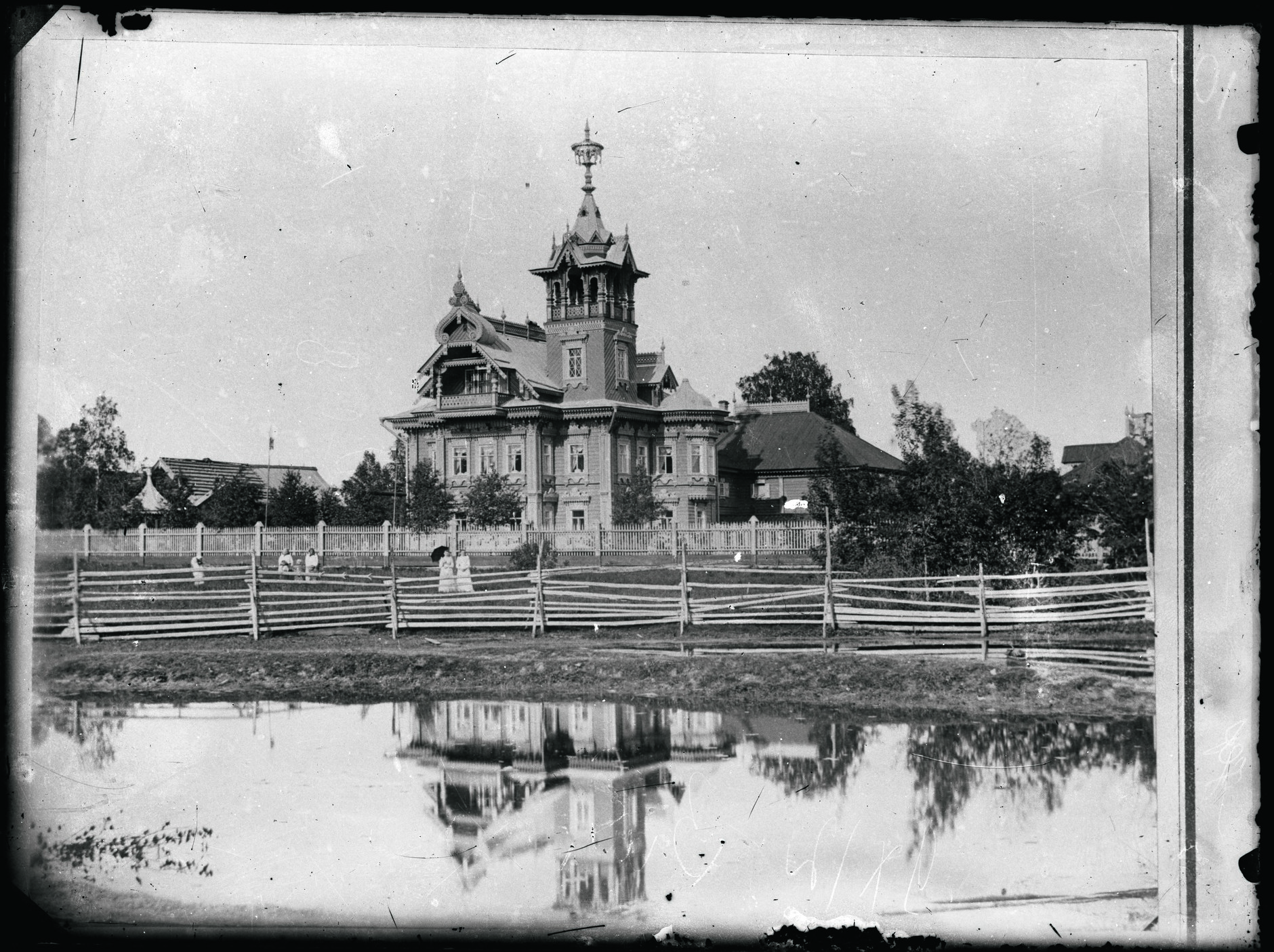
Единственное фото начала XX века.
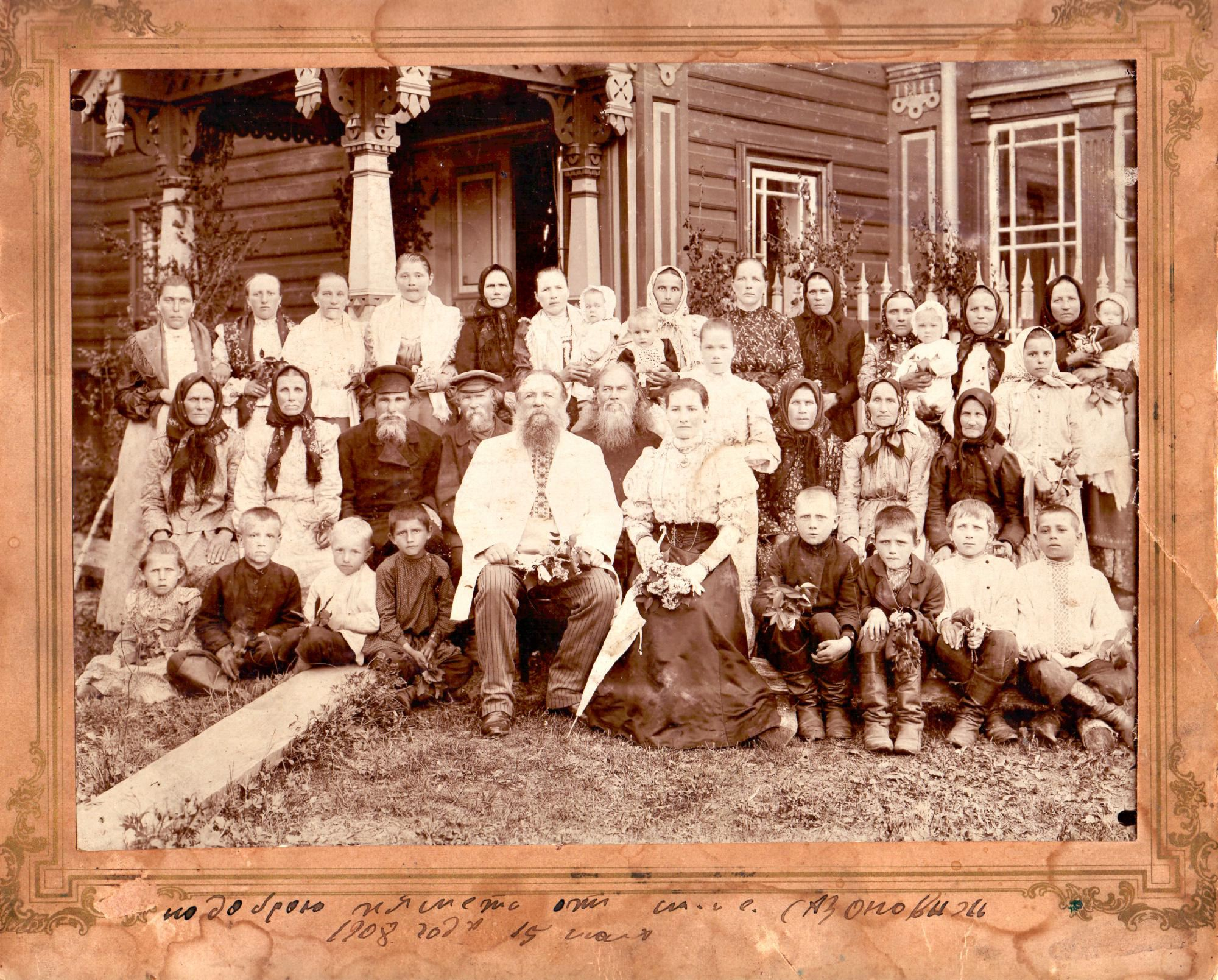
Мартьян и Елизавета Сазоновы в окружении домочадцев.

Предположительно с 1860-х годов до 1894 года Сазонов работал в Санкт-Петербурге, живя там сначала без семьи и только приезжая в деревню на побывку, а последние лет семь — вместе с семьей. В 1894 году он овдовел и спустя несколько месяцев женился на Елизавете Алексеевне Добровольской, дочери дьякона церкви.
После свадьбы Сазонов решил вернуться в Чухломский район. Семейное предание гласит, что усадьбу он решил построить для своей молодой жены. Дом был построен в русском стиле с насыщенным и разнообразным резным декором. Он был высотой 2 этажа и его окружали хозяйственные постройки (ныне утраченные). При доме была также построена резная беседка, сад, липовая аллея, выкопанные пруды.

## Советский период
Сазонов не был свидетелем того, как в 1918 году дом был национализирован, а его жена была из него выселена. Дом никак не использовался вплоть до 1942 года, когда его заняли всевозможные учреждения: сельсовет, контора колхоза, почта, библиотека, медпункт, сберкасса, клуб. Учреждения просуществовали в нём примерно до середины до 1970-х годов, затем усадьба опустела.
Оставленный без присмотра и не ремонтированный со дня постройки дом простоял так более 30 лет, постепенно разрушаясь и зарастая лесом.

## Современность
В 2005 году московский предприниматель Андрей Павличенков инициировал работы по облагораживанию здания. В разное время в работе участвовали Василий Киреев, костромской Департамент культурного наследия, «Архнадзор», местные жители, волонтёры из Москвы, Вологды и других городов.
В начале восстановительно-реставрационных работ был вырублен «сорняковый» лес вокруг дома, собраны и складированы обвалившиеся элементы декора, разобран мусор, сделаны обмеры и фотофиксация. Накренившаяся башенка, угрожавшая сохранности всей конструкции, была снята с помощью автокрана. К дому была отсыпана дорога длиной 2 км, заново подведено электричество.
С 2011 по 2017 год прошла полномасштабная реставрация с разборкой и вывозом сруба в реставрационные мастерские А. Попова в Кириллов. Работы велись с применением исторических технологий и материалов: тёсаных брёвен, дранки, войлока, гидроизоляции из берёсты. Методом переборки сруба восстановлен основной объём терема и пристройки, перекрытия и многочисленные элементы наружного резного декора. Удалось сохранить более 60 % подлинной конструкции, остальные детали, а это обшивка сруба, окраска, полы, штукатурка, печки, двери и т. д., воссозданы с максимальной достоверностью и близостью к оригиналу.
В 2015 году Асташово получило грант Фонда Потанина в номинации «Музейный старт».
В 2016 году «Терем» открылся как первая в России гостиница-музей, где, кроме проживания, туристы могут воспользоваться разнообразными программами для активного отдыха.
В 2020 году Терем вошёл в список Forbs как место, куда стоит отправиться в путешествие.

## Архитектура
Изучавшие дом архитекторы и искусствоведы пришли к выводу, что в качестве образца для своей дачи строитель взял эскиз загородного дома петербургского архитектора И. П. Ропе́та.
Иван Павлович Ропет (Петров) — один из известных архитекторов, работавших в русском стиле. Многие из его работ были опубликованы в журнале «Мотивы русской архитектуры», который выходил в 70-е годы XIX века. 
Мартьян Сазонов свою дачу начал строить через 20 лет после публикации в журнале эскиза Ропета и копировал и общий силуэт, и членение, и разнообразные детали загородного дома — резной декор, выдвинутый вперед балкон, двухъярусную башню со шпилем и золоченым ободом.
Изучение ряда особенностей дома в ходе реставрации привело к мысли, что Сазонов строил дом сам, без профессионального архитектора. Так, кровля дома переделывалась прямо по ходу строительства, у парадного входа не было тёплых сеней, наконец, в доме не было запланировано ни одного туалета, хотя это уже было нормой в петербургских загородных домах.

## Название
Существует два варианта названия — Асташово и Осташево. На карте Ф. Ф. Шуберта 1840-х годов деревня названа Осташево. Это название послужило первоисточником для внесения деревни в список памятников Костромской области как Осташево.
Однако на советских картах деревню обозначалась и как Асташово. И почтовое отделение, находившееся с 1944-го по 1972-й в тереме, тоже было Асташово, а не Осташево. Поэтому в нынешнем названии усадьбы используется именно это написание.

## Местоположение
Асташово расположено в 200 км от Костромы, 280 км от Ярославля, 310 км от Вологды, 520 км от Москвы, 950 км от Санкт-Петербурга, близ Чухломы.